# Округ Маршал (Оклахома)
Округ Маршал (енгл. Marshall County) је округ у америчкој савезној држави Оклахома.

## Демографија
По попису из 2010. године број становника је 15.840, што је 2.656 (20,1%) становника више него 2000. године.
| Група             | 2000.          | 2010.          |
| Белци             | 10.087 (76,5%) | 11.050 (69,8%) |
| Афроамериканци    | 242 (1,8%)     | 245 (1,5%)     |
| Азијати           | 25 (0,2%)      | 29 (0,2%)      |
| Хиспаноамериканци | 1.134 (8,6%)   | 2.212 (14,0%)  |
| Укупно            | 13.184         | 15.840         |